# Urban Decay
Urban Decay Cosmetics LLC, nommée communément Urban Decay (signifiant « déclin urbain »), est une entreprise américaine de maquillage fondée en 1996 et appartenant depuis 2012 au groupe L'Oréal.

## Historique

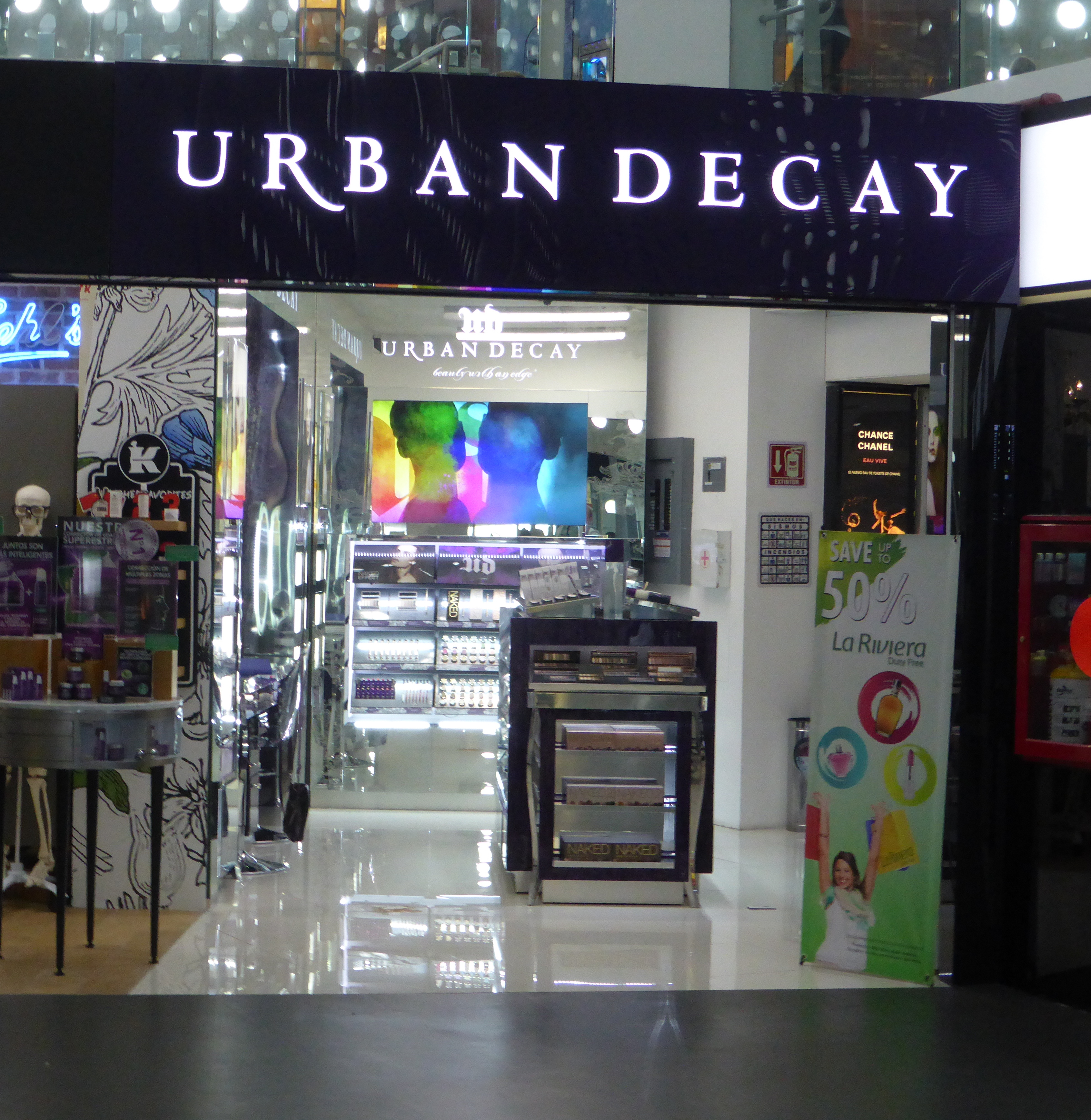
Magasin Urban Decay à l'aéroport international de Mexico.

L'entreprise est fondée en 1996 par Sandy Lerner, ainsi que David Soward, Wende Zomnir et Patricia Holmes. Les produits de la marque, essentiellement du maquillage, sont principalement vendus dans les magasins de distribution sélective Ulta (en), Sephora et récemment Macy's. La société est basée à Newport Beach en Californie et dispose d'un centre de distribution à Hialeah en Floride.
L'entreprise est fondée à une époque où les tonalités dominantes du marché du maquillages sont les roses, les rouges et les beiges. Afin de se démarquer, la société lance une ligne de douze vernis à ongles et de dix rouges à lèvres dont les couleurs sont inspirées du paysage urbain : Roach ("goudron" en français), Smog ("brouillard"), Rust ("rouille"), Oil Slick ("marée noire"), Acid Rain ("pluie acide"). Ainsi, la marque commence son activité commerciale avec des rouges à lèvres et des vernis à ongles, et un slogan publicitaire iconoclaste : « Le rose te fait-il vomir ? »,.
La marque est acquise par LVMH en février 2000. Elle est revendue en 2003, avec l'autre marque de maquillage de LVMH Hard Candy (en), au groupe Falic Fashion Group. En 2009, elle est acquise par les partenaires Castanea, une société de capital-investissement.
Le 26 novembre 2012, c'est finalement le groupe français L'Oréal qui en fait l'acquisition. « Urban Decay complètera parfaitement le portefeuille de marques emblématiques de L'Oréal Luxe » précise l'entreprise.
Le produit phare de la marque est la base pour paupières, à appliquer avant de se maquiller, intitulé Eyeshadow Primer Potion, ainsi que les palettes multicolores de fards à paupières. Mais aussi connue pour ses palettes neutres intitulées Naked la première palette dans les couleurs chaudes, la seconde dans des couleurs froides et la troisième dans des couleurs rosées. Elles sont aussi déclinées en « Naked Basics », deux palettes plus petites, avec une majorité de fards mats.
La marque est aussi connue pour ses produits inspirés de films, comme une palette en 2011 lors de la sortie de Pirates des Caraïbes : La Fontaine de jouvence, deux palettes en janvier 2013 pour la sortie du Monde fantastique d'Oz et une palette sortie en septembre 2014 pour les vingt ans de Pulp Fiction.

## Tests sur les animaux
En 2009, Urban Decay est approuvée par la PETA et la Coalition for Consumer Information on Cosmetics et est primée lors de la cinquième édition des récompenses des meilleures lignes de cosmétiques cruelty-free. Le 6 juin 2012, la PETA retire Urban Decay de sa liste des entreprises cruelty-free à cause des ventes de la marque en Chine, un pays réputé pour ses tests sur les animaux. Urban Decay annonce, un mois plus tard, retirer ses produits à la vente en Chine.
Dans sa démarche totalement cruelty-free, Urban Decay fabrique des pinceaux à maquillage en fibres synthétiques à 100 %, soit une alternatives aux traditionnels pinceaux conçus à partir de poils animaux.